# الخميسية (الرقة)
الخميسية قرية سورية تتبع ناحية معدان في منطقة مركز الرقة في محافظة الرقة. بلغ عدد سكانها 5318 نسمة في عام 2004 حسب إحصاء المكتب المركزي للإحصاء.
تقسم القرية إلى قسمين رئيسيين هما: الفوقانية والتحتانية وتقسم الفوقانية إلى ما غرب الوادي وشرق الوادي.